# Казе дел Пјано (Павија)
Казе дел Пјано је насеље у Италији у округу Павија, региону Ломбардија.
Према процени из 2011. у насељу је живело 37 становника. Насеље се налази на надморској висини од 99 м.